# Stazione di Cagliari (FCS)
La stazione di Cagliari delle Ferrovie Complementari della Sardegna, comunemente nota come stazione di Cagliari Viale Bonaria (dal nome della strada in cui era ubicata), era una stazione ferroviaria a servizio del comune di Cagliari, originario capolinea della ferrovia per Isili.
Realizzata nel centro di Cagliari, fu una delle più importanti stazioni della rete a scartamento ridotto della Sardegna sino al momento della sua dismissione.

## Storia

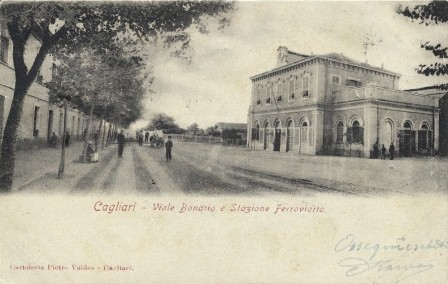
Cartolina ritraente la stazione all'inizio del Novecento

La costruzione di questo impianto risale all'ultima parte dell'Ottocento, quando venne avviata la realizzazione della linea ferroviaria a scartamento ridotto che avrebbe collegato Cagliari con Isili, Sorgono e Arbatax. Il progetto della struttura fu firmato dall'ingegner Giuseppe Bonzanigo, che scelse di realizzare gli edifici in stile classico, con una caratteristica copertura metallica del piazzale binari. L'inaugurazione della stazione, sita nel quartiere di Bonaria tra l'omonimo viale e viale Diaz, avvenne il 15 febbraio 1888 insieme alla ferrovia Cagliari-Isili, di cui era il capolinea cagliaritano nonché la sede delle principali officine e di una delle rimesse dei rotabili. Gestore della stazione era all'epoca la Società per le Strade Ferrate Secondarie della Sardegna, che si era occupata della costruzione della linea e di tutte le sue stazioni.
Nel 1921 a questa società subentrarono le Ferrovie Complementari della Sardegna, a cui passò la gestione della stazione.
Immediatamente prima dell'entrata in guerra dell'Italia nel secondo conflitto mondiale la grande copertura metallica della stazione fu rimossa (come quelle della stazione FS di piazza Matteotti e di quella di Sassari) per ricavarne ferro e altri metalli necessari per la causa bellica. Negli anni del conflitto lo scalo lavorò a pieno ritmo per permettere a tanti cagliaritani di scappare in treno verso l'interno dell'isola, in particolare dopo i bombardamenti alleati del 1943.

L'interno della stazione nel 1958, in occasione dell'inaugurazione delle automotrici ADe

Tornata la pace e riparati i danni della guerra, si cominciò a discutere della possibilità di trasferire in un'altra zona di Cagliari il capolinea delle Complementari (il cui fabbricato viaggiatori aveva subito importanti lavori di restyling nel corso del secolo), in quanto il percorso ferroviario andava a interferire con la viabilità stradale in alcune zone importanti della città e si trovava in un'area interessata a possibili sviluppi urbanistici. Fu così che le FCS e le varie istituzioni giunsero alla decisione di spostare il capolinea della ferrovia dalla stazione di Viale Bonaria ad una nuova da realizzarsi in piazza Repubblica (a circa un chilometro di distanza) in quanto il Ministero dei trasporti pretendeva il mantenimento dello scalo in centro per evitare ricadute negative sul numero dei passeggeri della ferrovia. Del progetto faceva parte la costruzione di una nuova ferrovia Monserrato-San Paolo finalizzata a ripristinare il collegamento con la stazione FS che sarebbe venuto a mancare con la chiusura dello scalo di viale Bonaria (collegato allo scalo ferroviario di Cagliari Marittima, sito nel porto di Cagliari e raggiunto anche da un raccordo proveniente dalla stazione FS), ma che non fu mai completata.

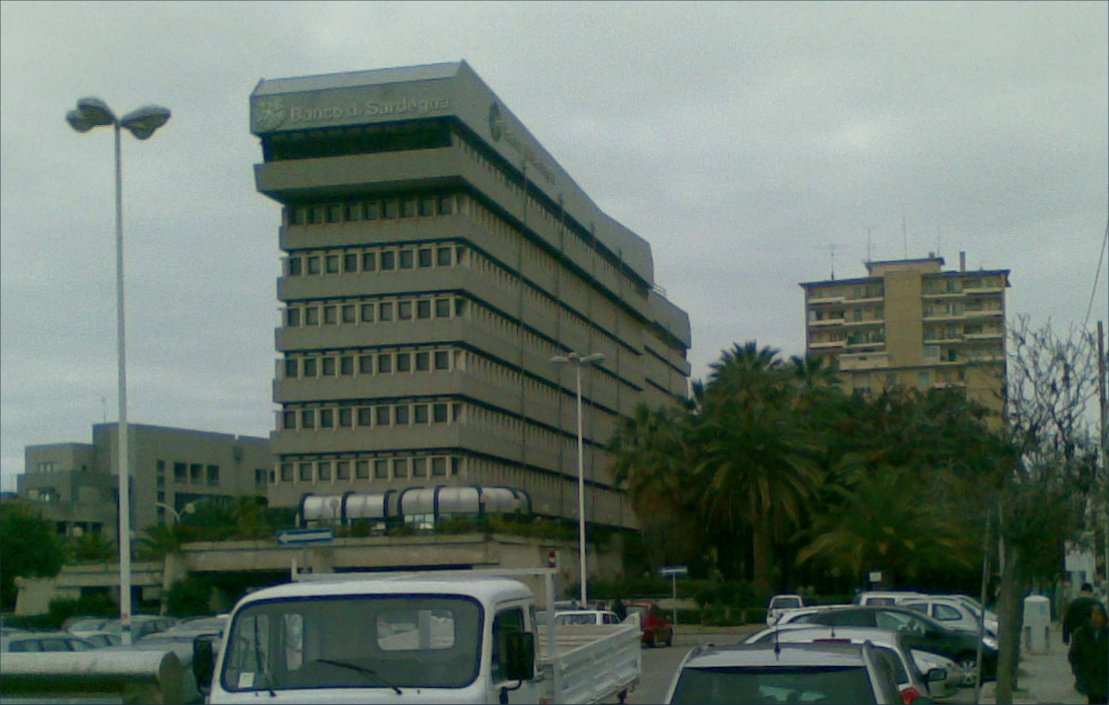
La sede del Banco di Sardegna, sorta nell'area della stazione negli anni ottanta

Gli impianti di manutenzione, i depositi e altri uffici furono invece spostati in periferia a poca distanza dalla SS 554 (realizzata in quegli anni) nell'allora frazione di Monserrato, anche in questo caso con la realizzazione di un nuovo impianto. I lavori furono completati sul finire degli anni sessanta e fu così che il 1º dicembre 1968 venne aperta la stazione di Cagliari-Monserrato (in seguito Monserrato), il nuovo impianto di Cagliari Piazza Repubblica divenne il capolinea delle FCS nel capoluogo sardo, mentre venivano chiusi al traffico i 1165 metri di linea che da quest'ultimo impianto permettevano di raggiungere, passando per la via Dante ed il viale Cimitero, lo scalo di viale Bonaria, il quale cessava così la sua attività dopo 80 anni. I binari di collegamento tra il vecchio e il nuovo capolinea vennero poi rimossi nella seconda metà degli anni ottanta.
L'area ferroviaria di viale Bonaria era stata destinata dal piano regolatore cittadino del 1962 alla realizzazione di un centro direzionale: l'attuazione di ciò avvenne tra gli anni settanta e i novanta, con la completa demolizione degli edifici e delle infrastrutture ferroviarie e la costruzione di un complesso finanziario (palazzi del Banco di Sardegna e dell'allora Credito Industriale Sardo, edificio in quest'ultimo caso basato su un progetto di Renzo Piano). L'unica traccia rimasta del vecchio impianto è riscontrabile nella toponomastica: la via che fiancheggia il lato ovest di quella che era l'area ferroviaria dello scalo di viale Bonaria è denominata via Stazione Vecchia.

## Strutture e impianti

L'interno dell'impianto negli anni cinquanta, con il fascio binari principale e, sulla sinistra, il fabbricato viaggiatori

La stazione di Viale Bonaria costituiva lo scalo di testa della dorsale meridionale delle SFSS e in seguito delle FCS. Il piazzale consisteva negli anni sessanta in un fascio di 4 binari, compreso tra il fabbricato viaggiatori (situato nella zona nord-ovest del complesso ferroviario, e accessibile dal viale Bonaria), ed un ulteriore fabbricato situato sul lato di viale Diaz. Tali edifici furono uniti sia prima che dopo la seconda guerra mondiale da grosse coperture metalliche. Il fabbricato viaggiatori era un edificio a due piani con pianta rettangolare, la cui facciata, alterata nel corso dei decenni rispetto alla configurazione originale, fu realizzata in stile classico e si caratterizzava per la presenza di un timpano con incastonato un orologio.
Ulteriori fasci binari si trovavano ancora più a sud, ed erano utilizzati sia per la sosta dei rotabili che per il servizio merci (il cui magazzino si trovava infatti nell'area sud degli impianti). Alcuni di questi binari inoltre erano interconnessi con la rete tranviaria di Cagliari, consentendo ai convogli merci di raggiungere il porto di Cagliari sia per l'intermodalità navale che per i trasbordi di merci con le FS, che all'epoca avevano un raccordo tra la stazione di piazza Matteotti e il vicino scalo marittimo.
Altri fabbricati erano presenti nell'area ferroviaria, tra cui le rimesse dei rotabili, situate nell'area est dello scalo, oltre la curva che immetteva in viale Cimitero.
La direzione del movimento avveniva in loco da parte del locale Dirigente Movimento. Durante il periodo di attività, ma anche negli anni immediatamente successivi alla chiusura della stazione, nell'impianto era ospitata la direzione d'esercizio delle linee ferroviarie delle FCS nel sud Sardegna.

## Movimento
La stazione era servita dai treni passeggeri espletati dalle SFSS ed in seguito dalle FCS diretti lungo la Cagliari-Isili e verso la linea per Arbatax.

## Servizi
L'impianto era dotato di vari servizi all'utenza, tra cui una sala d'aspetto ed una biglietteria a sportello
- Biglietteria a sportello
- Sala d'attesa
- Servizi igienici